# 白馬市 (柬埔寨)
白马市（Krong Kep）是柬埔寨白馬省的一座城市，也是白马省的省会。